# 塔里克·埃尔尤努西
塔里克·埃尔尤努西（挪威語：Tarik Elyounoussi，羅馬化：ṭāriq al-yūnusī，發音：[tˤaːˈrɪq ælˈjuːnusiː]；1988年2月23日—）是一名前挪威職業足球員，曾代表挪威國家足球隊出賽。司職前鋒。

## 外部連結
- 日本職業足球聯賽中的塔里克·埃尔尤努西 （日語）